# دانشگاه بیوبیو

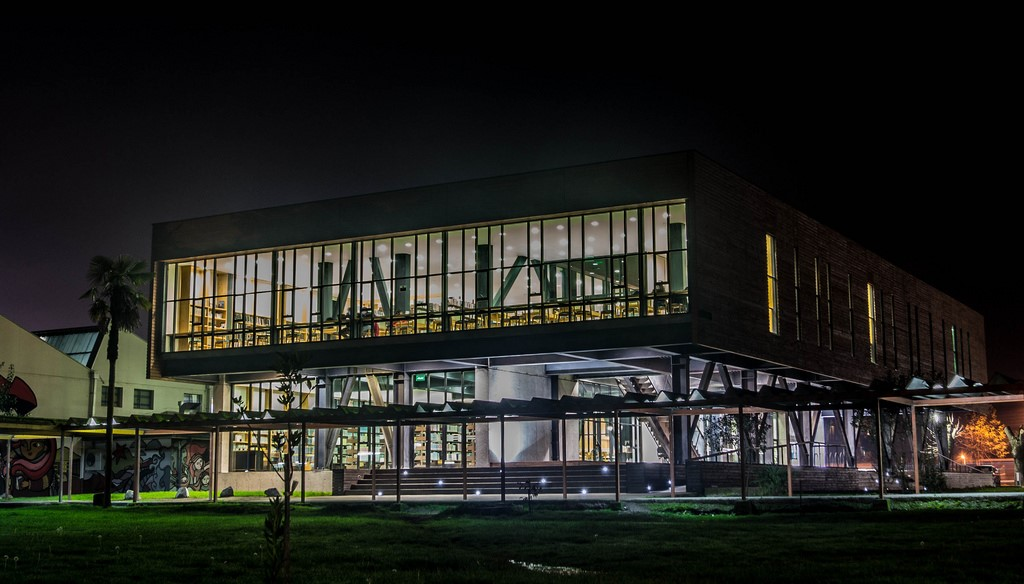
کتابخانه دانشگاه بیوبیو (2018)

دانشگاه بیوبیو (به اسپانیایی: Universidad del Bío-Bío) دانشگاهی در کشور شیلی است.